# La pârâu
La pârâu este o poezie scrisă de George Coșbuc, publicată în 1893 în volumul Balade și idile.

## Legături externe
- Poezia La pârâu la wikisursă